# Eurico Gaspar Dutra
Eurico Gaspar Dutra ([ewˈɾiku ɡasˈpaɾ ˈdutrɐ]; 18. května 1883 Cuiabá – 11. června 1974 Rio de Janeiro) byl brazilský voják a politik, který v letech 1946 až 1951 sloužil jako 16. prezident Brazílie. Byl zároveň prvním prezidentem druhé brazilské republiky.
Eurico Gaspar Dutra byl kariérním důstojníkem a dosáhl hodnosti maršála. Byl ministrem války v letech 1936–1945. V prezidentských volbách 1946 kandidoval s podporou armády. Během svého prezidentství upevnil vztahy se Spojenými státy.